# La Liga de 1942–43
A La Liga de 1942–43 foi a 12º edição da Primeira Divisão da Espanha de futebol. Com 12 participantes, o campeão foi o Athletic Bilbao.

## Classificação final
| Pos. | Equipes             | Pts | J  | V  | E  | D  | GP | GC | SG  | Classificação ou Rebaixamento                |
| ---- | ------------------- | --- | -- | -- | -- | -- | -- | -- | --- | -------------------------------------------- |
| 1    | Athletic Bilbao     | 36  | 26 | 16 | 4  | 6  | 73 | 38 | 35  |                                              |
| 2    | Sevilla             | 33  | 26 | 15 | 3  | 8  | 63 | 47 | 16  |                                              |
| 3    | Barcelona           | 32  | 26 | 14 | 4  | 8  | 77 | 50 | 27  |                                              |
| 4    | Castellón           | 31  | 26 | 13 | 5  | 8  | 41 | 43 | −2  |                                              |
| 5    | Celta de Vigo       | 30  | 26 | 14 | 2  | 10 | 52 | 50 | 2   |                                              |
| 6    | Real Oviedo         | 28  | 26 | 12 | 4  | 10 | 53 | 63 | −10 |                                              |
| 7    | Valencia            | 27  | 26 | 10 | 7  | 9  | 58 | 45 | 13  |                                              |
| 8    | Athletic Aviación   | 27  | 26 | 11 | 5  | 10 | 54 | 44 | 10  |                                              |
| 9    | Deportivo La Coruña | 26  | 26 | 7  | 12 | 7  | 35 | 32 | 3   |                                              |
| 10   | Real Madrid         | 25  | 26 | 10 | 5  | 11 | 52 | 50 | 2   |                                              |
| 11   | Espanyol            | 24  | 26 | 9  | 6  | 11 | 45 | 51 | −6  | Qualificação para o play-off de rebaixamento |
| 12   | Granada             | 22  | 26 | 9  | 4  | 13 | 56 | 68 | −12 | Qualificação para o play-off de rebaixamento |
| 13   | Zaragoza            | 13  | 26 | 2  | 9  | 15 | 25 | 57 | −32 | Zona de rebaixamento à Segunda División      |
| 14   | Betis               | 10  | 26 | 2  | 6  | 18 | 28 | 74 | −46 | Zona de rebaixamento à Segunda División      |